# Țara Călatei

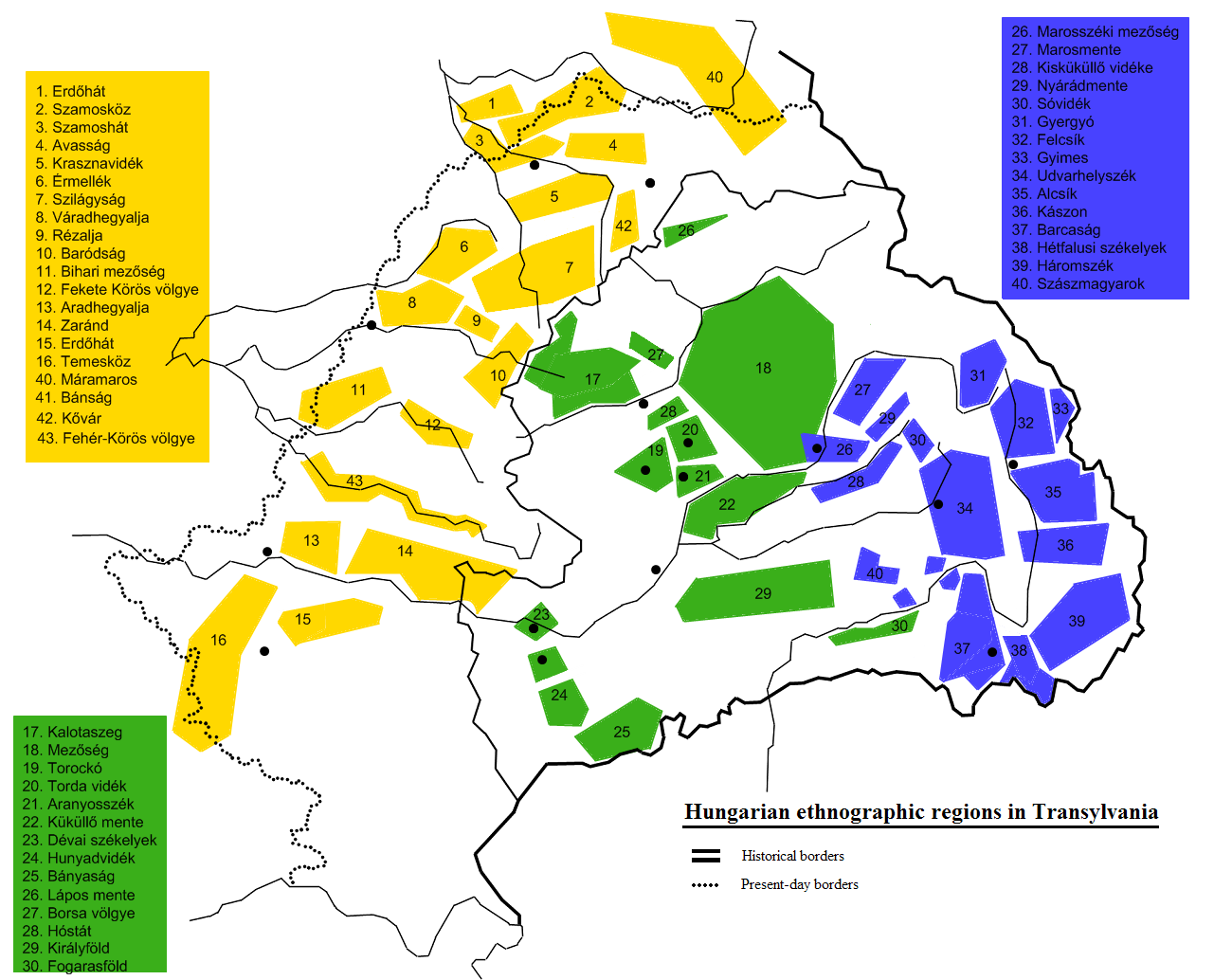
Regiunile etnografice maghiare din Transilvania. La poziția 17 de regăsește regiunea etnografică Țara Călatei

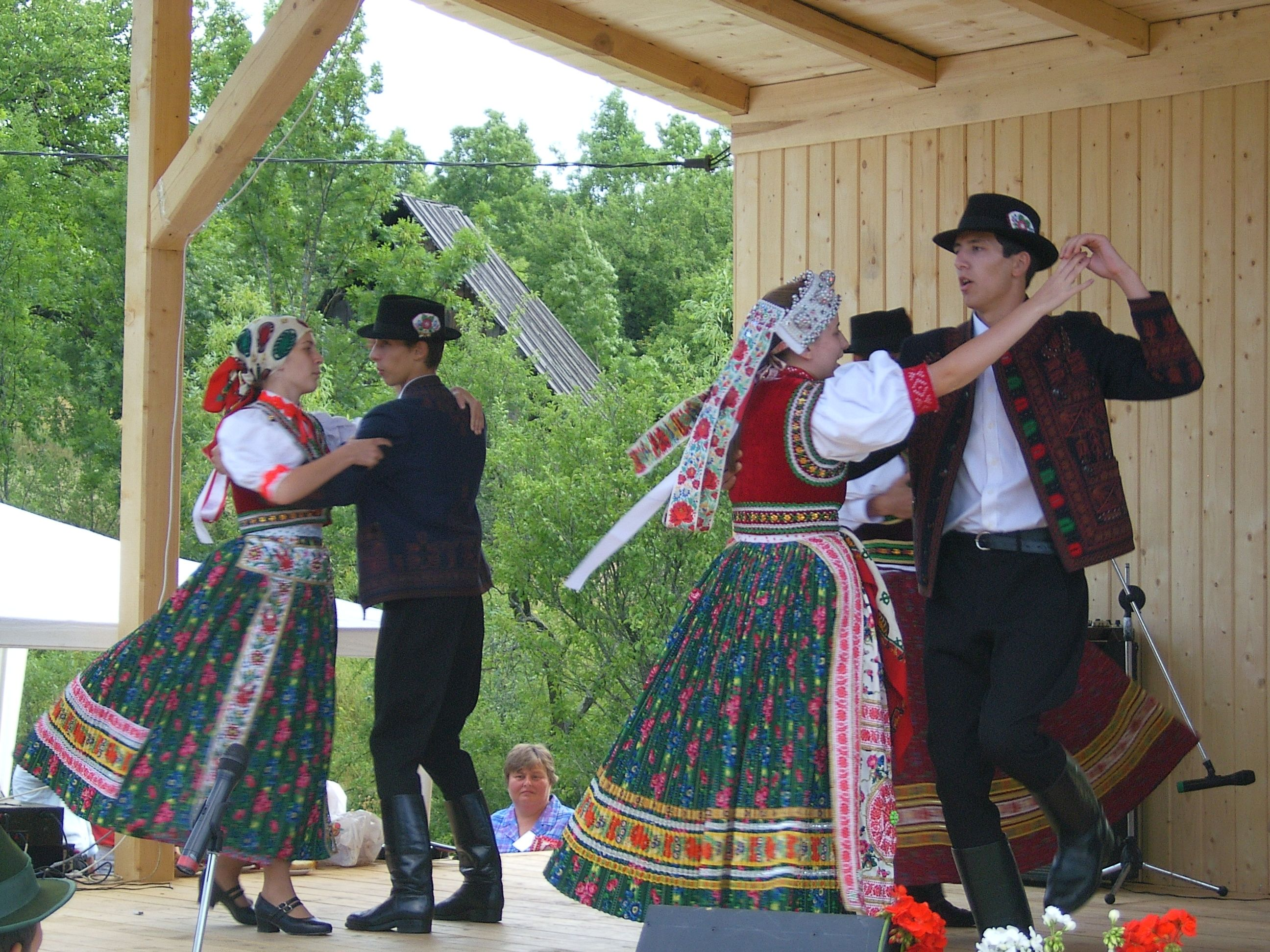
Port popular maghiar din zona Călata

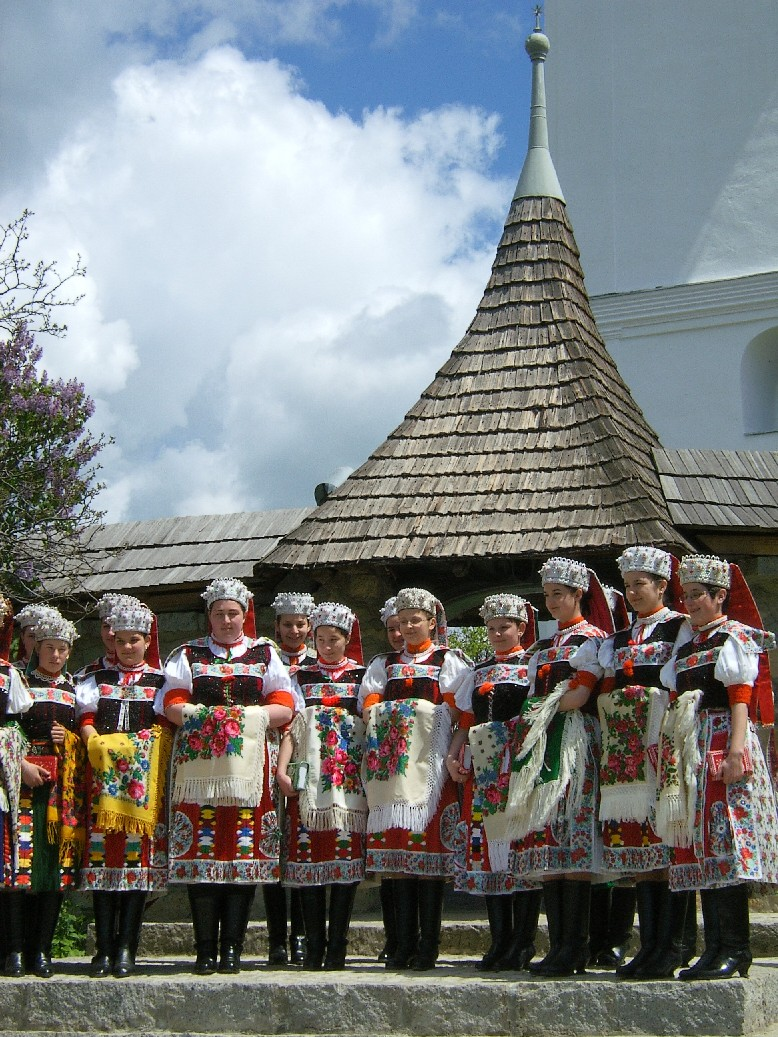
Fete din Izvoru Crișului, gătite de Rusalii

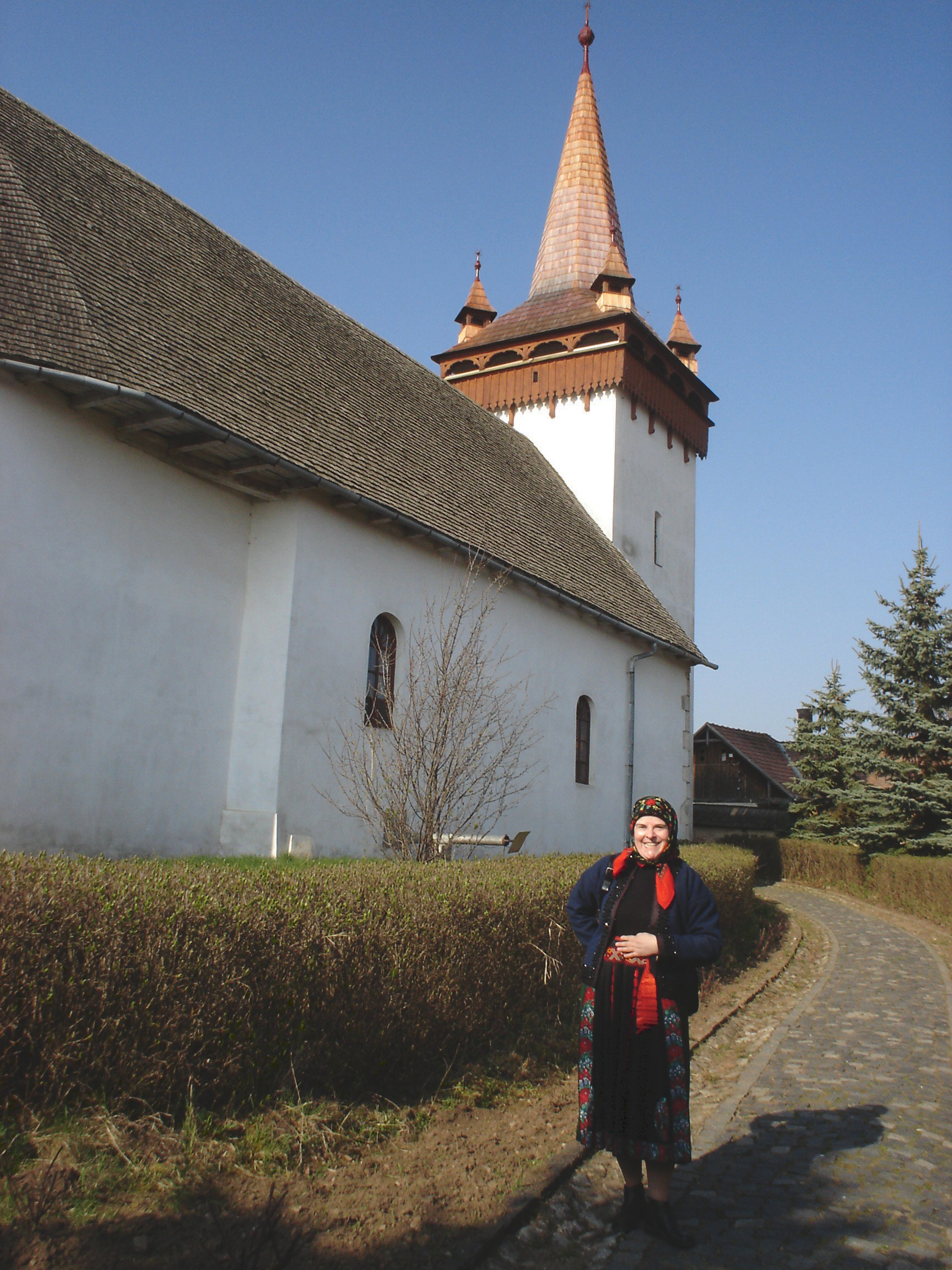
Biserica reformată din Sâncraiu, cu o săteancă în costum popular

Țara Călatei (în maghiară Kalotaszeg) este o regiune etnografică maghiară situată în nord-vestul României, ce cuprinde partea vestică a județului Cluj și extremitatea sudică a județului Sălaj. Regiunea este dispusă în văile dintre municipiul Cluj și Huedin.

## Istorie
Unul din promotorii arhitecturii și ornamenticii din Țara Călatei a fost scriitorul și arhitectul Károly Kós (1883-1977) care, în primăvara anului 1919, împreună cu alți intelectuali maghiari din Țara Călatei, a proclamat în Huedin Republica din Călata, o republică inspirată din teoriile multiculturale născute în societatea etnografică maghiară de la 1889 și reunite sub numele de transilvanism.

## Localități

### Orașe și comune
- Comuna Aiton, Cluj
- Comuna Călățele, Cluj
- Comuna Feleacu, Cluj
- Comuna Fildu de Jos, Sălaj
- Comuna Gilău, Cluj
- Huedin
- Comuna Mărgău, Cluj
- Comuna Poieni, Cluj
- Comuna Sâncraiu, Cluj
- Comuna Săcuieu, Cluj
- Comuna Săvădisla, Cluj

### Sate
| - Bedeciu, Cluj - Bociu, Cluj - Dretea, Cluj - Ardeova, Cluj - Păniceni, Cluj - Ciuleni, Cluj - Bica, Cluj - Brăișoru, Cluj - Buteni, Cluj - Bologa, Cluj - Morlaca, Cluj - Călata, Cluj - Finciu, Cluj - Șardu, Cluj - Mănășturu Românesc, Cluj - Ticu-Colonie, Cluj - Dâncu, Cluj - Ticu, Cluj | - Săliștea Nouă, Cluj - Corușu, Cluj - Popești, Cluj - Vâlcele, Cluj - Casele Micești, Cluj - Sărădiș, Cluj - Rediu, Cluj - Dealu Negru, Cluj - Răchițele, Cluj - Scrind-Frăsinet, Cluj - Rogojel, Cluj - Vișagu, Cluj - Someșu Rece, Cluj - Someșu Cald, Cluj - Dângău Mic, Cluj - Straja, Cluj - Bălcești, Cluj - Stolna, Cluj | - Tăuți, Cluj - Vălișoara, Cluj - Lita, Cluj - Hășdate, Cluj - Finișel, Cluj - Agârbiciu, Cluj - Gălășeni, Sălaj - Mesteacănu, Sălaj - Tămașa, Sălaj - Fildu de Mijloc, Sălaj - Fildu de Sus, Sălaj - Nadășu, Cluj - Cutiș, Sălaj - Cubleșu, Sălaj - Mierța, Sălaj - Ruginoasa, Sălaj - Țăudu, Sălaj - Stoboru, Sălaj |

## Cetăți
Pe teritoriul regiunii au fost ridicate mai multe cetăți:
- Cetatea Bologa, județul Cluj
- Cetatea Almașului, județul Sălaj
- Cetatea Aghireșu, județul Cluj
- Cetatea Liteni, județul Cluj
- Cetatea Fetei, Florești, județul Cluj
- Cetatea Gilău, județul Cluj
- Cetatea Bedeciu, nu poate fi văzută în teren - este doar marcată arheologic.